# Nya Zeeland i olympiska vinterspelen 1980
Nya Zeeland deltog med fem deltagare vid de olympiska vinterspelen 1980 i Lake Placid. Ingen av landets deltagare erövrade någon medalj.